# Molly Gibson
Molly Gibson   (26 d'octubre de 2020) és una noia nord-americana coneguda per haver nascut el 26 d'octubre de 2020 d'un embrió congelat durant 28 anys. Té el rècord mundial de l'embrió congelat durant un temps més llarg que ha donat naixement a un ésser humà.
Després de ser donat per una parella l'any 1992, l'embrió de Molly va ser congelat en nitrogen líquid a -196°C i crioconservat en un congelador criogènic. L'embrió va ser descongelat i transferit a l'úter de Tina Gibson, de 28 anys, el febrer del 2020. Tina, nascuda l'abril de 1991, tenia menys de 2 anys quan la parella original va donar l'embrió de Molly a una clínica del Midwest. La parella havia adoptat anteriorment l'embrió d'Emma, un embrió de 24 anys que era l'embrió humà més antic de la història que havia nascut, fins a l'arribada de la seva germana Molly.